# Willy Demetz
Willy Demetz (Selva di Val Gardena, 3 maggio 1951) è un ex sciatore alpino italiano.

## Biografia
Sciatore polivalente, Demetz fece parte della nazionale italiana nei primi anni 1970 e vinse la medaglia di bronzo nella combinata ai Campionati italiani 1973; non ottenne risultati di rilievo in Coppa del Mondo e non prese parte a rassegne olimpiche o iridate. Dopo il ritiro è divenuto membro del comitato organizzatore della gare della Saslong in Val Gardena.

## Palmarès

### Campionati italiani
- 1 medaglia[3][5]:
  - 1 bronzo (combinata nel 1973)